# Øjeblikkets perler
Øjeblikkets perler er en film instrueret af Lennart Pasborg efter manuskript af Eske Holm.

## Handling
En personlig film i 19 scener om kropstræning, leg og alsidighed. Eske Holm gør op med moderigtige forestillinger om vort forhold til kroppen og dens træning. Filmen er tænkt som en pædagogisk information om metoder og discipliner, forankret i mottoet om at "Lysten driver immer værket".